# Stipo Pranyko
Stipo Pranyko (* 30. Juli 1930 in Jajce/Bosnien; † 14. März 2021 in München) war ein Künstler und Bildhauer der Arte Povera.

## Leben und Werk
Stipo Pranyko, aus einfachen Verhältnissen stammend, wuchs im ehemaligen Jugoslawien auf. Er studierte am Franziskanerkolleg in Visoko und verbrachte die Nachkriegsjahre als technischer Zeichner und Industriedesigner in Jajce. 1955 schloss er sich als Autodidakt in Rovinj einer von Bruno Mascarelli gegründeten Künstlerkolonie an.
Die frühen Malereien und Kohlezeichnungen aus seiner Zeit in Istrien orientieren sich an den deutschen Expressionisten und entwickeln sich ab 1959, vor allem nach dem Besuch der Documenta II in Kassel, zunehmend in Richtung einer verstärkten Abstraktion und des Tachismus.
1962 zog er nach Galliata bei Mailand, wo er drei Jahre lebte und mit der Mailänder Künstlerwelt und der Arte Povera in Berührung kam: dem Spazialismo des italienischen Avantgardekünstlers Lucio Fontana, der achromen Objektkunst seines engen Freundes Piero Manzoni, der monochromen Dreidimensionalität eines Enrico Castellani oder Agostino Bonalumi sowie von Gianni Colombo. Hier offenbarte sich Pranyko, „dass Kunst praktisch aus allem geschaffen werden konnte, und vor allem die Integration des Kunstschaffens in eine Vision des Lebens“. Diese Lebensphase, geprägt vom Geiste des künstlerischen Umbruchs, war für den Künstler Stipo Pranyko von einschneidender Bedeutung.
Nach mehreren Frankreich- und Deutschlandreisen und Ausstellungen in Frankfurt am Main, Stuttgart und Freiburg siedelt er 1965 mit seiner Familie nach Deutschland um. Bis in die Mitte der 1970er Jahre war er im deutschen Exil mit seinen schwierigen materiellen Umständen und zwei gescheiterten Ehen konfrontiert. Um das Jahr 1975 entfaltete seine Kreativität neue Impulse. Er war 45 Jahre alt und entledigte sich in einer rituellen Geste seiner abstrakten Werke, indem er sie verbrannte und machte sich auf die Suche nach einer neuen Sprache, die eng mit dem Gefüge seines nomadischen, existentiellen und einfachen Lebens verbunden war.
1979 übersiedelte er nach Chalampé im Elsass und positionierte sich als unabhängiger Künstler. Diese Positionierung am Rande und in der Isolation kultivierte er, als er sich 1990 in Lanzarote in einem renovierungsbedürftigen Haus in Tahíche niederließ und in dieser Phase die skulpturalen Elemente in seinem künstlerischen Schaffen stärker wurden. Die jahrelange körperliche Arbeit an diesem Haus war Ausdruck seines Wunsches, Kunst und Leben zu verbinden, sein Werk in den räumlichen Dialog mit der Architektur treten zu lassen. Hier gliederte sich ein neuer Aspekt in sein ästhetisches Programm ein. Seit seinen Erfahrungen in Italien hatte er das Bemühen um Räumlichkeit nicht aufgegeben. Seine Objektbilder, denen er sich ab 1975 widmete, sind nichts anderes als eine Neuinterpretation der Raumpoetik, mit der er in Mailand in Berührung kam. Um das Jahr 1993 begann er eine engere Beziehung zwischen den Wandbildern und der sie umgebenden Architektur zu erforschen. Malerei, Zeichnung und Skulptur verbanden sich im Werk von Stipo Pranyko. Eine Zeichnung, die auf eine Leinwand montiert wurde, wurde Teil der Malerei. Die Malerei dehnt sich in den Raum aus und überschreitet damit die Grenze des Rahmens und wird zu einem dreidimensionalen Objekt. Ein Tuch, ein Stuhl oder eine Stange überwinden die Bildgrenze, ragen in den Raum hinein und verwandeln das Bild in eine Skulptur. Bei Papier, Leinwand sowie den eingebundenen Fundstücken überwiegt die Farbe Weiß. Dies verleiht seinem Werk eine Einfachheit, Reinheit und große „Stille, abstrakt und narrativ zugleich“.

Thematisch verknüpft Stipo Pranyko Erinnerungen aus der Kindheit in ärmlichen Verhältnissen mit späteren Lebenserfahrungen. Existentielle Fragen von Leben und Tod, Liebe, Verlust, Schmerz und Glück stehen ebenso im Mittelpunkt wie die Feier des einfachen Lebens.
2012 verließ Stipo Pranyko Lanzarote, begab sich einmal mehr auf die Reise und ließ sich in München nieder, wo er 2021 starb.

## Ausstellungen
- 1961: Pavillon des Markenhofs, Burg bei Freiburg
- 1979: Kunstverein Kirchzarten/Deutschland
- 1989: Musée des Beaux-Arts de la Ville de Mulhouse/Frankreich
- 1999: Retrospektive in der Fundación César Manrique, Teguise/Lanzarote
- 2000: Centre Rhenan d’Art Contemporain (CRAC Alsace), Altkirch/Frankreich
- 2004: Retrospektive im Institut Valencià d’Art Modern (IVAM), Valencia
- 2010: Städtisches Museum, Rovinj/Kroatien
- 2010: Centro de Arte, Convento Santo Domingo, Teguise/Lanzarote
- 2012: Retrospektive im TEA Tenerife Espacio de las Artes
- 2015: Centro de L’Arte La Regenta, Las Palmas de Gran Canaria

## Filmdokumentation
• David Delgado San Gines: Stipo Pranyko con cuadros blancos, 78 Min. 2012.